# Počátky-Žirovnice
Počátky-Žirovnice je železniční stanice v okrese Pelhřimov, v jižní části obce Stojčín, sloužící k dopravní obsluze měst Počátky a Žirovnice, v Kraji Vysočina nedaleko Počáteckého potoka. Leží v katastru pověřené obce Počátky, na jednokolejné elektrifikované trati Havlíčkův Brod – Veselí nad Lužnicí (25 kV, 50 Hz AC).

## Historie
Stanice byla vybudována státní společností Českomoravská transverzální dráha (BMTB), jež usilovala o dostavbu traťového koridoru propojujícího již existující železnice v ose od západních Čech po Trenčianskou Teplou. 3. listopadu 1887 byl zahájen pravidelný provoz v úseku z Veselí nad Lužnicí do Jihlavy. Areál je vzdálen kilometr jihovýchodním směrem z Žirovnice a dva a půl kilometru jihozápadním směrem z Počátek. Vzhled budovy byl vytvořen dle typizovaného architektonického vzoru shodného pro všechna nádraží v majetku BMTB. V areálu nádraží bylo vystavěno též nákladové nádraží či bytové domy pro drážní zaměstnance.
Českomoravská transverzální dráha byla roku 1918 začleněna do sítě ČSD.
Elektrická trakční soustava zde byla dána do provozu 28. května 1980.

## Popis
Nacházejí se zde dvě nekrytá nástupiště, k příchodu k vlakům slouží přechody přes kolejiště.